# Natural Timbre
Natural Timbre è un album discografico di Steve Howe, chitarrista noto soprattutto per il suo lavoro negli Yes. Pubblicato nel 2001, l'album contiene 18 brani tutti rigorosamente unplugged. Howe alterna 22 diversi strumenti fra chitarre, mandolini, arpe e così via, attraversando anche numerosi stili e generi musicali (tra cui bluegrass, country, ragtime, flamenco, classica, rock e jazz). Fra i brani di questo album si trova The Little Galliard (proposta da Howe in alcuni concerti degli Yes). Gli ultimi tre brani sono stati scelti attraverso un sondaggio su Internet, in cui ai fan è stato chiesto di scegliere i brani degli Yes di cui avrebbero maggiormente apprezzato una versione strumentale/acustica di Howe.
L'album fu accolto molto bene dalla critica e dai fan, che lo considerano in genere una delle migliori opere di Howe in assoluto (e uno dei migliori lavori solisti di membri degli Yes).

## Lista tracce
1. Distant Seas – 6:14
2. Provence – 4:00
3. Intersection Blues – 2:28
4. Family Tree – 4:29
5. J's Theme – 3:52
6. In the Course of the Day – 3:32
7. Dream River – 3:58
8. Golden Years – 4:35
9. The Little Galliard (John Dowland, arranged by Howe) – 1:22
10. Up Above Somewhere – 3:56
11. Curls and Swirls – 2:33
12. Pyramidology – 3:06
13. Lost for Words – 3:34
14. Winter, 2nd movement (Antonio Vivaldi, arranged by Howe) – 2:16
15. Solar Winds – 3:53
16. Your Move (Jon Anderson) – 3:27
17. Disillusion (Chris Squire) – 1:41
18. To Be Over (Jon Anderson, Steve Howe, Chris Squire, Alan White, Patrick Moraz) – 6:13